# Ribeira Branca
Ribeira Branca ist ein Ort und eine ehemalige Gemeinde (Freguesia) im portugiesischen Kreis Torres Novas. Die Gemeinde hatte 614 Einwohner (Stand 30. Juni 2011).
Am 29. September 2013 wurden die Gemeinden Ribeira Branca, Torres Novas (São Pedro) und Lapas zur neuen Gemeinde União das Freguesias de Torres Novas (São Pedro), Lapas e Ribeira Branca zusammengeschlossen.